# جواو كاماتشو
جواو كاماتشو هو لاعب كرة قدم برتغالي، ولد في 23 يونيو 1994 في فونشال في البرتغال. لعب مع نادي كومبوستيلا وناسيونال ماديرا.

## وصلات خارجية
- جواو كاماتشو على موقع قاعدة بيانات كرة القدم.إي يو (الإنجليزية)
- جواو كاماتشو على موقع Soccerway.com (الإنجليزية)
- جواو كاماتشو على موقع AS.com (الإسبانية)